# ガブリエル・ゼヴィン
ガブリエル・ゼヴィン（Gabrielle Zevin、1977年10月24日 - ）は、アメリカの作家、脚本家である。

## 来歴
ニューヨーク生まれ。
ハーバード大学で学んだ。
2005年出版のElsewhere（『天国からはじまる物語』）は、16の言語に翻訳された。
ハンス・カノーザ監督、ヘレナ・ボナム＝カーター、アーロン・エッカートが出演した2006年の映画『カンバセーションズ』で、
第22回インディペンデント・スピリット賞第一回脚本賞にノミネートされた。

## 作品

### 一般向け
- Margarettown (2005)
- The Hole We're In (2010)
- The Storied Life of A.J. Fikry（『書店主フィクリーのものがたり』） (2014)
- Young Jane Young (2017)
- Tomorrow, and Tomorrow, and Tomorrow（『トゥモロー・アンド・トゥモロー・アンド・トゥモロー』） (2022)

### ヤングアダルト向け
- Elsewhere（『天国からはじまる物語』） (2005)
- Memoirs of a Teenage Amnesiac（『失くした記憶の物語』、『誰かが私にキスをした』）(2007)

#### Anya Balanchine シリーズ
- All These Things I've Done (2011)
- Because It Is My Blood (2012)
- In the Age of Love and Chocolate (2013)

### 脚本
- Alma Mater (2002)
- 『カンバセーションズ』(Conversations with Other Women) (2005)[2]
- 『誰かが私にキスをした』（Memoirs of a Teenage Amnesiac）(2010) ハンス・カノーザ監督、堀北真希・松山ケンイチ主演[3]

## 受賞歴
- 2006年：第53回産経児童出版文化賞 （『天国からはじまる物語』に対して）[4]
- 2016年：本屋大賞翻訳小説部門 （『書店主フィクリーのものがたり』に対して）[5]

## 日本語訳された作品
- 『天国からはじまる物語』、堀川志野舞訳、理論社、2005年10月
- 『失くした記憶の物語』、堀川志野舞訳、理論社、2008年4月
- 『誰かが私にキスをした』集英社文庫、松井里弥訳、集英社、2010年2月
- 『書店主フィクリーのものがたり』、小尾芙佐訳、早川書房、2015年10月
- 『書店主フィクリーのものがたり』 ハヤカワepi文庫、小尾芙佐訳、早川書房、2017年12月